# 佐川駅
佐川駅（さかわえき）は、高知県高岡郡佐川町にある、四国旅客鉄道（JR四国）土讃線の駅である。駅番号はK13。志国土佐 時代の夜明けのものがたりを除く全特急列車が停車する。

## 歴史
- 1924年（大正13年）10月25日：国有鉄道高知線（現・土讃線）斗賀野 - 西佐川間に新設開業[2]。
- 1970年（昭和45年）10月1日：小口扱貨物の取り扱いを廃止し配達の取り扱いを再開[2]。
- 1983年（昭和58年）10月6日：100 kmまでの近距離乗車券、急行券、自由席特急券、入場券を発券できる自動券売機が設置され、使用開始する[4]。
- 1987年（昭和62年）4月1日：国鉄分割民営化により、四国旅客鉄道の駅となる[2]。
- 1989年（平成元年）頃：1面1線だったホームが2面2線となる。
- 1994年（平成6年）3月1日：土日は無人駅となる[5]。
- 2023年（令和5年）12月29日：終日無人化[3]。

## 駅構造
1989年頃まではホームは駅舎側の1面のみだったが、2021年現在は相対式ホーム2面2線の地上駅となっている。無人駅で、自動券売機が設置されている。無人化される前までは直営駅であった。
駅本屋側が上り本線、向かい側が下り本線として使い分けられている。

### のりば
| のりば | 路線    | 方向 | 行先                           |
| ------ | ------- | ---- | ------------------------------ |
| 1      | ■土讃線 | 上り | 高知・土佐山田・高松・岡山方面 |
| 2      | ■土讃線 | 下り | 須崎・窪川・中村方面           |

## 利用状況
| 1日乗降人員推移 | 1日乗降人員推移 |
| 年度            | 1日平均人数     |
| --------------- | --------------- |
| 2011年          | 804             |
| 2012年          | 830             |
| 2013年          | 822             |
| 2014年          | 798             |
| 2015年          | 804             |

## 駅周辺

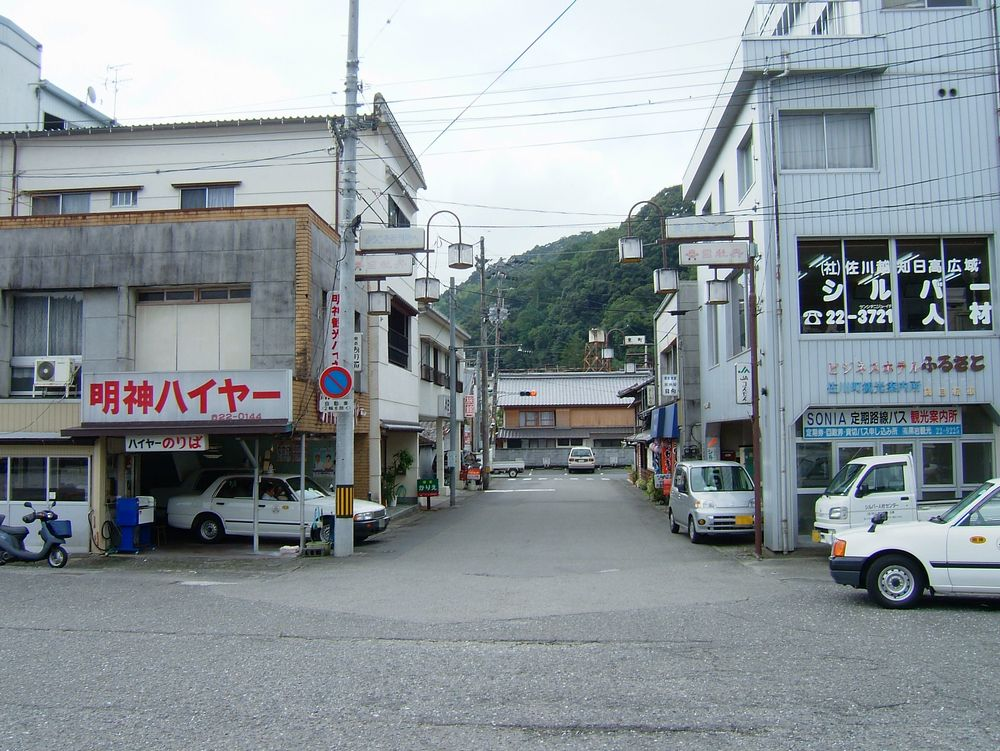
駅前（2006年8月）

- 佐川町役場
- 佐川郵便局
- 佐川地場産センター
- さかわ観光協会
- 名教館（）
- 佐川文庫庫舎
- 牧野富太郎 ふるさと館
- 伊藤蘭林の寺子屋
- 竹村家住宅 - 国の重要文化財
- 旧西谷退三邸
- 司牡丹酒造
- 牧野公園
  - 青源寺
  - 佐川町立青山文庫
- 国道33号
- 高知県道302号長者佐川線

## バス路線
駅前に「佐川駅」停留所があり、黒岩観光とさかわぐるぐるバスの路線が発着する。
黒岩観光
- 広域線
  - 狩山口、川渡

※川渡行きは祝日運休、土佐大崎止り（午後1便のみ）は日曜・祝日運休。
- 尾川線
  - 古畑

※金曜は「峰」まで延長運行。日曜・祝日は全便運休。
さかわぐるぐるバス
- 佐川町内を運行するコミュニティバス。運行日は路線によって異なるが、土曜・日曜と年末年始（12月29日 - 翌年1月3日）は全便運休となる[7]。

※かつては、1935年（昭和10年）開業の愛媛県久万町行きの省営バスが発着、久万で乗り換えることにより松山駅に至るルートが存在した。詳細は松山高知急行線を参照。

## 隣の駅
四国旅客鉄道（JR四国）
■土讃線
- 特急「しまんと」「あしずり」停車駅

■普通
西佐川駅 (K12) - 佐川駅 (K13) - 襟野々駅 (K14)